# Wurmbea dioica
Wurmbea dioica är en tidlöseväxtart som först beskrevs av Robert Brown, och fick sitt nu gällande namn av Ferdinand von Mueller. Wurmbea dioica ingår i släktet Wurmbea och familjen tidlöseväxter.

## Underarter
Arten delas in i följande underarter:
- W. d. alba
- W. d. brevifolia
- W. d. dioica
- W. d. lacunaria